# Richard Caddel
Richard Caddel (ur. 13 lipca 1949, zm. 1 kwietnia 2003) – angielski poeta, edytor i wydawca.

## Życie
Caddel urodził się w Bedford, dzieciństwo spędził w Gillingham. Zaczął studia muzykologiczne na uniwersytecie w Newcastle, później jednak przeniósł się na anglistykę, studiował też historię, a później na Newcastle Polytechnic – bibliotekoznawstwo. Pomagał Tomowi i Connie Pickardom organizować ważne dla kultury angielskiej spotkania poetyckie w Morden Tower.
Był dyrektorem Basil Bunting Poetry Centre na Uniwersytecie w Durham.
Na początku lat siedemdziesiątych założył własne małe wydawnictwo, Pig Press, które prowadził razem z żoną, Ann. Pozwalało mu ono propagować ten rodzaj poezji, który uważa za szczególnie cenny – poezję artystycznego niepokoju, eksperymentu i poszukiwania.
Zmarł przedwcześnie po długich zmaganiach z białaczką.

## Dzieła
Wydał kilkanaście tomów poetyckich i prozatorskich, m.in. Heron (1973, Czapla), Deadly Sins (1984, Grzechy śmiertelne), Summer Poems (1986, Wiersze lata), Sweet Cicely (1988, Słodki marchewnik), Uncertain Time (1990, Niepewny czas), Ground (1994, Ziemia).
W poezji Caddela często pojawia się pejzaż północnej Anglii (konkretnie hrabstwa Northumberland, historycznej Nortumbrii) i charakterystyczna dla niej flora i fauna, trafiają się też słowa i wyrażenia z miejscowego dialektu.
Caddel starał się kontynuować tradycję, którą zapoczątkowała późna poezja Williama Butlera Yeatsa i dzieło Ezry Pounda. Nade wszystko jednak odwołuje się do amerykańskiej szkoły obiektywistów (Louis Zukofsky, George Oppen, Carl Rakosi, Charles Reznikoff, w pewnym okresie William Carlos Williams) i do łączonego z nią wielkiego brytyjskiego modernisty, ucznia Pounda, Basila Buntinga.
Caddel bardzo dużą wagę przykłada do pierwiastka muzycznego w wierszu. Muzyczność jego utworów nie ma wiele wspólnego z klasyczną melodyjnością i słodkimi brzmieniami. Oparta jest raczej na dysonansie, dźwięku szorstkim, dalekim od tradycyjnie rozumianej harmonii i fonicznych pięknostek. Układ typograficzny jego tekstów sygnalizuje, jak powinny one brzmieć. Wiele ze swych utworów, zwłaszcza dłuższych, Caddel komponuje jak dzieła muzyczne, wprowadzając temat i poddając go wariacjom.

## Działalność eytorska
- Blocks from the Collection of Roger Tomlin, Arc Press, 1979.
- Pete Laver: Offcomers, Pig Press, 1985.
- Basil Bunting: A Note on Briggflatts, Basil Bunting Poetry Archive, 1989.
- Twenty-Six New British Poets, New American Writing, 1991.
- Basil Bunting: Uncollected Poems, Oxford University Press, 1991.
- The Complete Poems: Basil Bunting, Oxford University Press (Oxford, England), 1994.
- Other: British and Irish Poetry Since 1970, razem z Peterem Quartermainem, University Press of New England (Hanover, NH), 1999.

Szczególnie ważne są Caddelowskie edycje utworów Basila Buntinga.

## Recepcja polska
Caddel był w Polsce w 1996 i prezentował swoją poezję na spotkaniach autorskich. Przekłady jego wierszy ukazywały się w pismach „List Oceaniczny” „Pogranicza” i „Verte” (dodatek do łódzkiej edycji „Gazety Wyborczej"). W 1996 ukazał się dwujęzyczny tom Mały atlas klimatyczny duszy w wyborze i opracowaniu Leszka Engelkinga.

## Literatura
Leszek Engelking, Richard Caddel – kontynuacja awangardy [Posłowie do:] Richard Caddel, Mały atlas klimatyczny duszy. Wiersze wybrane, A Short Climate-Atlas of the Soul. Selected Poems, Kraków 1996